# Кристоф IX фон дер Шуленбург

Кристоф IX фон дер Шуленбург (на немски: Christoph IX Graf von der Schulenburg; * 5 декември 1575 в Магдебург; † 14 септември 1611 в Щасфурт) е граф от благородническия род „фон дер Шуленбург“ в Саксония-Анхалт.
Той е най-големият син на граф Левин II фон дер Шуленбург (1528 – 1587) и съпругата му Фридерика фон Алвенслебен (1554 – 1609), дъщеря на хуманиста Йоахим I фон Алвенслебен (1514 – 1588) и Анна фон Бартенслебен (1526 – 1555). Внук е на граф Кристоф III фон дер Шуленбург († 1570) и първата му съпруга Анна фон Алвенслебен († 1550). Брат е на Левин VII фон дер Шуленбург (1581 – 1640/1641).

## Фамилия
Кристоф IX фон дер Шуленбург се жени за Сузана Волф фон Гуденберг († 1603), Те имат 9 деца:
- Левин фон дер Шуленбург (1598 – 1602)
- Фридерика Юлиана фон дер Шуленбург († 1620)
- Хартман фон дер Шуленбург († 1602)
- Сузана фон дер Шуленбург, омъжена за Конрад фон Хан
- Фредека Оелека фон дер Шуленбург, омъжена за Ридаг фон Венден
- Анна Катарина фон дер Шуленбург
- Хартманика фон дер Шуленбург
- Анна Амалия фон дер Шуленбург
- Урсула Елзихен фон дер Шуленбург († 1609)

Кристоф IX фон дер Шуленбург се жени втори път 1604 г. за Амалия фон Хаке († 1626), Те имат два сина:
- Йоахим Кристоф фон дер Шуленбург (1609 – 1667), женен I. за Анна Мария фон Шпигел, II. 1652 г. за Мария Елизабет фон Гауделиц († 1696)
- Ханс Георг фон дер Шуленбург (* февруари 1610, Хавелберг; † 12 август 1631, Айзлебен)